# Administración de Parques Nacionales
Administración de Parques Nacionales (pol. „Zarząd Parków Narodowych”) – instytucja państwowa odpowiedzialna za zarządzanie argentyńskimi parkami narodowymi, rezerwatami przyrody i pomnikami przyrody.

## Historia
30 września 1934 roku uchwalono ustawę nr 12.103, która dała podstawę prawną do tworzenia obszarów chronionych na terenie Argnetyny. Na mocy ustawy, do zarządzania obszarami chronionymi utworzono Administración General de Parques Nacionales y Turismo (pol. „Generalny Zarząd Parków Narodowych i Turystyki”). W 1935 roku siedziba Zarządu została urządzona w Palacio Haedo.  
W 1958 roku instytucja została przemianowana na mocy ustawy nr 654 Direccion General de Parques Nacionales (pol. „Dyrekcja Generalna Parków Narodowych”. Od 1970 roku instytucja nosiła nazwę Servicio Nacional de Parques Nacionales (pol. „Narodowa Służba Parków Narodowych”. Na mocy ustawy 22.351 z grudnia 1980 roku, instytucja została przekształcona w Administración de Parques Nacionales (pol. „Zarząd Parków Narodowych”). Od września 2018 roku podlega pod Sekretariat ds. Środowiska i Zrównoważonego Rozwoju.

## Opis
Instytucja odpowiada za zarządzanie argentyńskimi parkami narodowymi, rezerwatami przyrody i pomnikami przyrody. Prezydentem Zarządu jest Eugenio Bréard (stan na styczeń 2019 roku).  